# Барон Ричи Дандийский

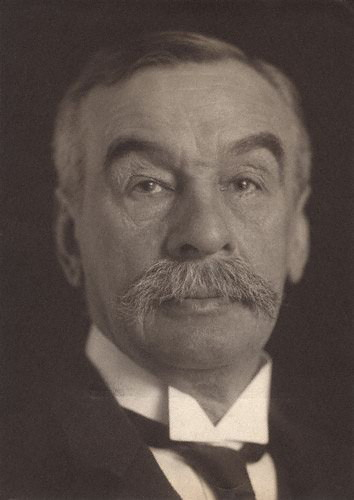
Чарльз Томсон Ричи, 1-й барон Ричи Дандийский

Барон Ричи Дандийский из Велдерса в Чалфонт-Сент-Джайлсе в графстве Бакингемшир — наследственный титул в системе Пэрства Соединённого королевства. Он был создан 22 декабря 1905 года для консервативного политика Чарльза Томаса Ричи (1838—1906). Он представлял в Палате общин Великобритании Тауэр-Хэмлетс (1874—1885), Тауэр-Хэмлетс Сент-Джордж (1885—1892) и Кройдон (1895—1905), а также занимал должности парламентского секретаря Адмиралтейства (1885—1886), министр местного самоуправления (1886—1892), министра торговли (1895—1900), министра внутренних дел Великобритании (1900-1902) и канцлера казначейства (1902—1903).
Его преемником стал его второй сын, Чарльз Ричи, барон Ричи Дандийский (1866—1948). Он был председателем администрации Лондонского порта (1925—1941). Его сын, Джон Кеннет Ричи, 3-й барон Ричи Дандийский (1902—1975), занимал пост председателя Лондонской фондовой биржи (1959—1965) и вошел в состав Тайного совета Великобритании в 1965 году. После его смерти титул унаследовал его младший брат, Колин Невилл Оуэр Ричи, 4-й барон Ричи Дандийский (1908—1978), которого в свою очередь сменил его младший брат, Гарольд Малкольм Ричи, 5-й барон Ричи Дандийский (1919—2008). 
По состоянию на 2025 год носителем титула являлся единственный сын последнего, Чарльз Руперт Рендалл Ричи, 6-й барон Ричи Дандийский (род. 1958), который сменил своего отца в 2008 году.
Другим известным членом семьи Ричи был сэр Джеймс Томсон Ричи, 1-й баронет (1835—1912), лорд-мэр Лондона (1903—1904). Он был старшим братом первого барона Ричи Дандийского.

## Бароны Ричи Дандийские (1905)
- 1905—1906: Чарльз Томсон Ричи, 1-й барон Ричи Дандийский (1838—1906), третий сын Уильяма Ричи[1];
- 1906—1948: Чарльз Ричи, 2-й барон Ричи Дандийский (18 ноября 1866 — 19 июля 1948), второй сын предыдущего[2];
- 1948—1975: Джон Кеннет Ричи, 3-й барон Ричи Дандийский (22 сентября 1902 — 20 октября 1975), второй сын предыдущего[3];
- 1975—1978: Колин Невилл Оуэр Ричи, 4-й барон Ричи Дандийский (9 июля 1908 — 16 ноября 1978), младший брат предыдущего[4];
- 1978—2008: Гарольд Малкольм Ричи, 5-й барон Ричи Дандийский (29 августа 1919 — 11 января 2008), младший брат предыдущего[5];
- 2008 — настоящее время: Чарльз Руперт Рэндалл Ричи, 6-й барон Ричи Дандийский (род. 15 марта 1958), единственный сын предыдущего[6];
  - Наследник титула: достопочтенный Себастьян Рэндалл Ричи (род. 31 июля 2004), единственный сын предыдущего[7].